# ブリュッヘル勲章
ブリュッヘル勲章（Blücher-Orden）およびブリュッヘル・メダル（Blücher-Medaille）とは、ドイツ民主共和国（東ドイツ）で制定されていた軍事勲章（Kriegsauszeichnung）である。名称はプロイセンの元帥ゲプハルト・レベレヒト・フォン・ブリュッヘル元帥に因む。ブリュッヘル元帥は諸国民解放戦争でプロイセン軍総司令官としてナポレオン・ボナパルトを破った軍人であり、社会主義国の東ドイツでも英雄と見なされていた。

## 歴史
1965年10月13日、国家評議会議長ヴァルター・ウルブリヒトが国家人民軍将兵向けの戦時戦功勲章として制定した。これに先立つ1965年5月5日のスピーチで、ウルブリヒトは「ドイツ統一は社会主義国家としての統一以外にないものと確信する」と宣言したという。
プレヴェマ人民公社（VEB Präwema）によって各等級とも秘密裏かつ大量に製造され、国防省にて授与に備え保管されていた。また1980年代には2度目の生産が行われている。この時期には東ドイツにて貴金属不足が起こっていた為、素材が改められた。また、同じ理由から以前生産されたものは全て溶かされたとも言われている。
結局、東ドイツは崩壊に至るまで戦争に参加しなかった為、受章者は出ていない。統一後に回収されたブリュッヘル勲章はドイツ連邦軍軍事史博物館などで展示されている。

## デザイン

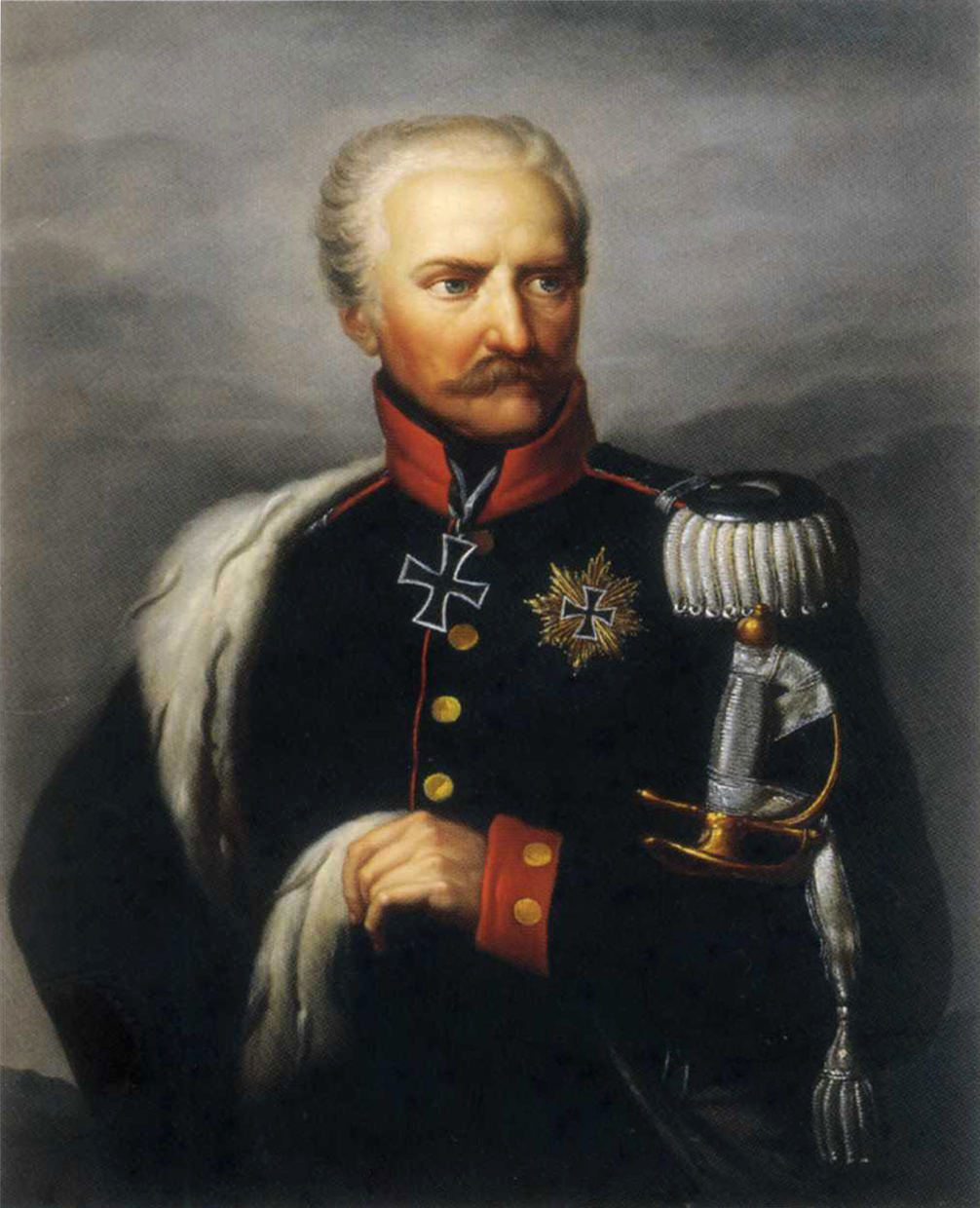
デザインのモデルとなったブリュッヘル元帥

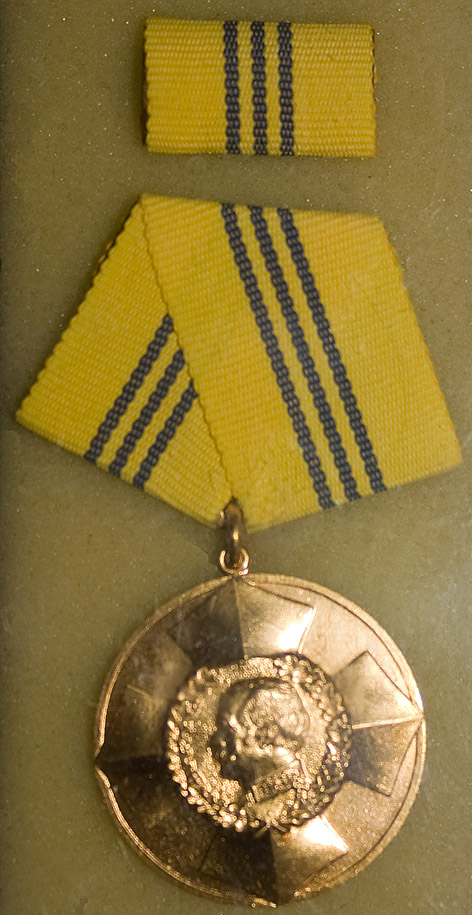
メダル章金章

ブリュッヘル勲章（十字章）は下級のブリュッヘル・メダル（メダル章）と共に金銀銅の3等級ずつ、合計6等級が存在した。十字章のデザインは、白い十字の中心にブリュッヘル元帥の肖像を配し、等級に応じて金銀銅それぞれの柏葉で囲っている。また背面にはドイツ民主共和国の国章と「FÜR TAPFERKEIT」(勇敢に捧ぐ)の言葉が刻印されていた。綬はいずれも赤地で両端に黄線が入ったもので、銀章の場合は中央に銀線が、金章の場合は中央に金線が加えられている。メダル章は金銀銅それぞれで成形された円形で、表面に十字章と同様のデザインが浮き彫りにされている。綬は黄地で、等級に応じて1～3本の青線が入る。
略綬
ブリュッヘル勲章
- - 十字章金章
- - 十字章銀章
- - 十字章銅章

ブリュッヘル・メダル
- - メダル章金章
- - メダル章銀章
- - メダル章銅章